# Amfilepídides
Els amfilepídides (Amphilepidida) són un ordre d'ofiuroïdeus.

## Taxonomia
L'ordre Amphilepidida inclou unes 900 espècies actuals, repartides en tres subordres:
- Subordre Gnathophiurina Matsumoto, 1915
  - Superfamília Amphiuroidea Ljungman, 1867
    - Família Amphiuridae Ljungman, 1867
    - Família Amphilepididae Matsumoto, 1915

  - Superfamília Ophiactoidea Ljungman, 1867
    - Família Ophiactidae Matsumoto, 1915
    - Família Ophiopholidae O'Hara, Stöhr, Hugall, Thuy & Martynov, 2018
    - Família Ophiothamnidae O'Hara, Stöhr, Hugall, Thuy & Martynov, 2018
    - Família Ophiotrichidae Ljungman, 1867
- Subordre Ophionereidina O'Hara, Hugall, Thuy, Stöhr & Martynov, 2017
  - Superfamília Ophiolepidoidea Ljungman, 1867
    - Família Hemieuryalidae Verrill, 1899
    - Família Ophiolepididae Ljungman, 1867 (restricted)

  - Superfamília Ophionereidoidea Ljungman, 1867
    - Família Amphilimnidae O'Hara, Stöhr, Hugall, Thuy & Martynov, 2018
    - Família Ophionereididae Ljungman, 1867
- Subordre Ophiopsilina Matsumoto, 1915
  - Superfamília Ophiopsiloidea Matsumoto, 1915
    - Família Ophiopsilidae Matsumoto, 1915

## Galeria

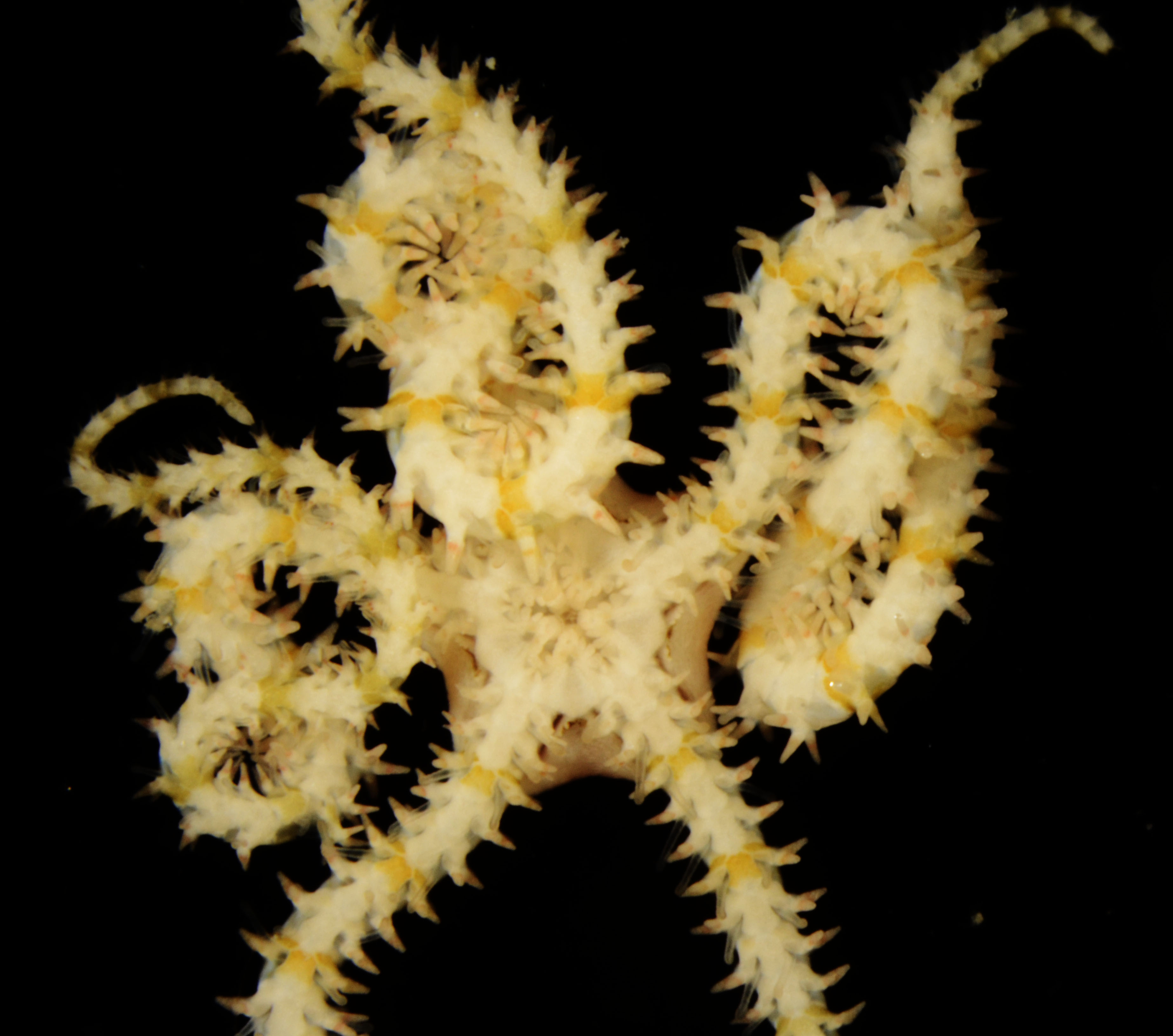
Amphioplus thrombodes (Amphiuridae)
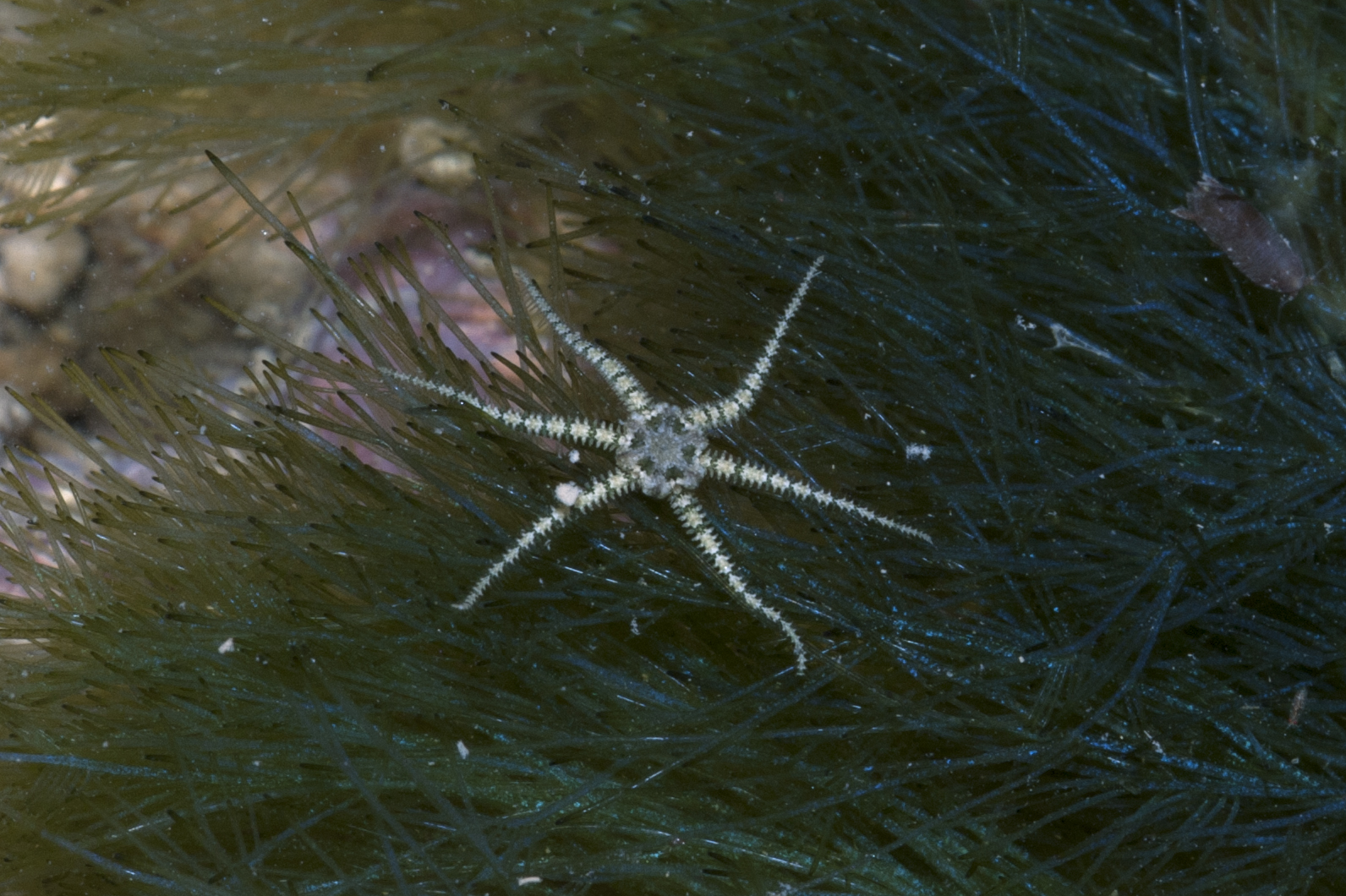
Ophiactis savignyi (Ophiactidae)
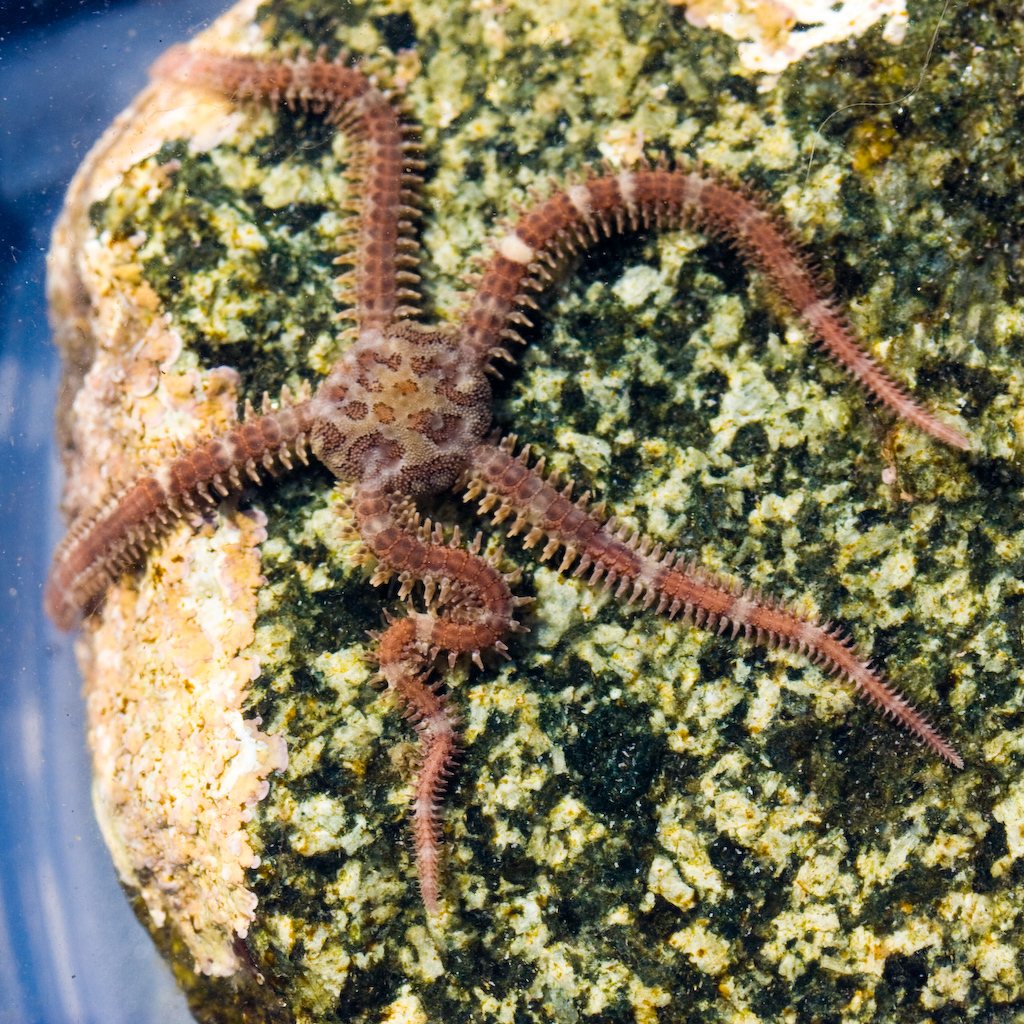
Ophiopholis aculeata (Ophiopholidae)
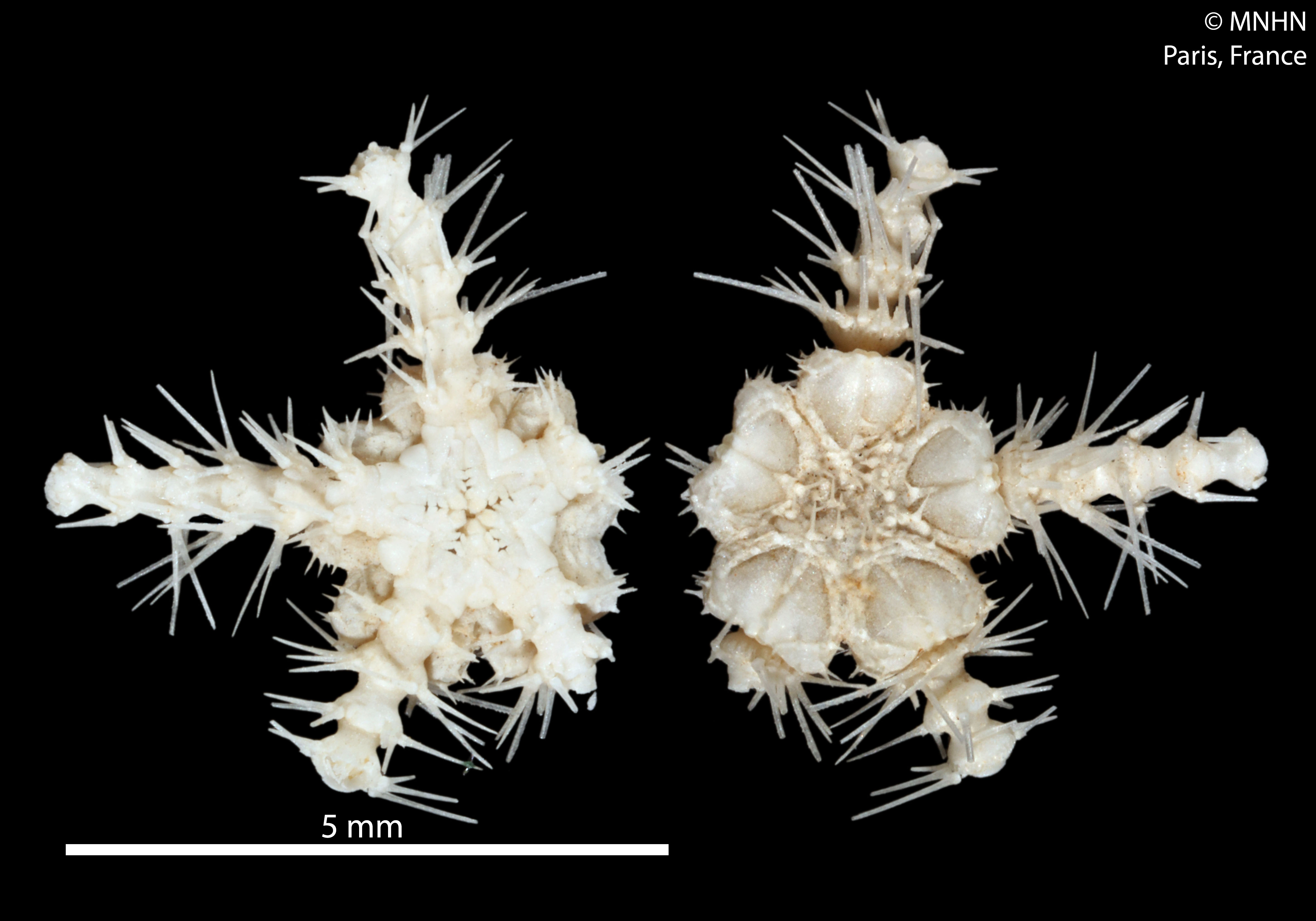
Ophiothamnus affinis (Ophiothamnidae)
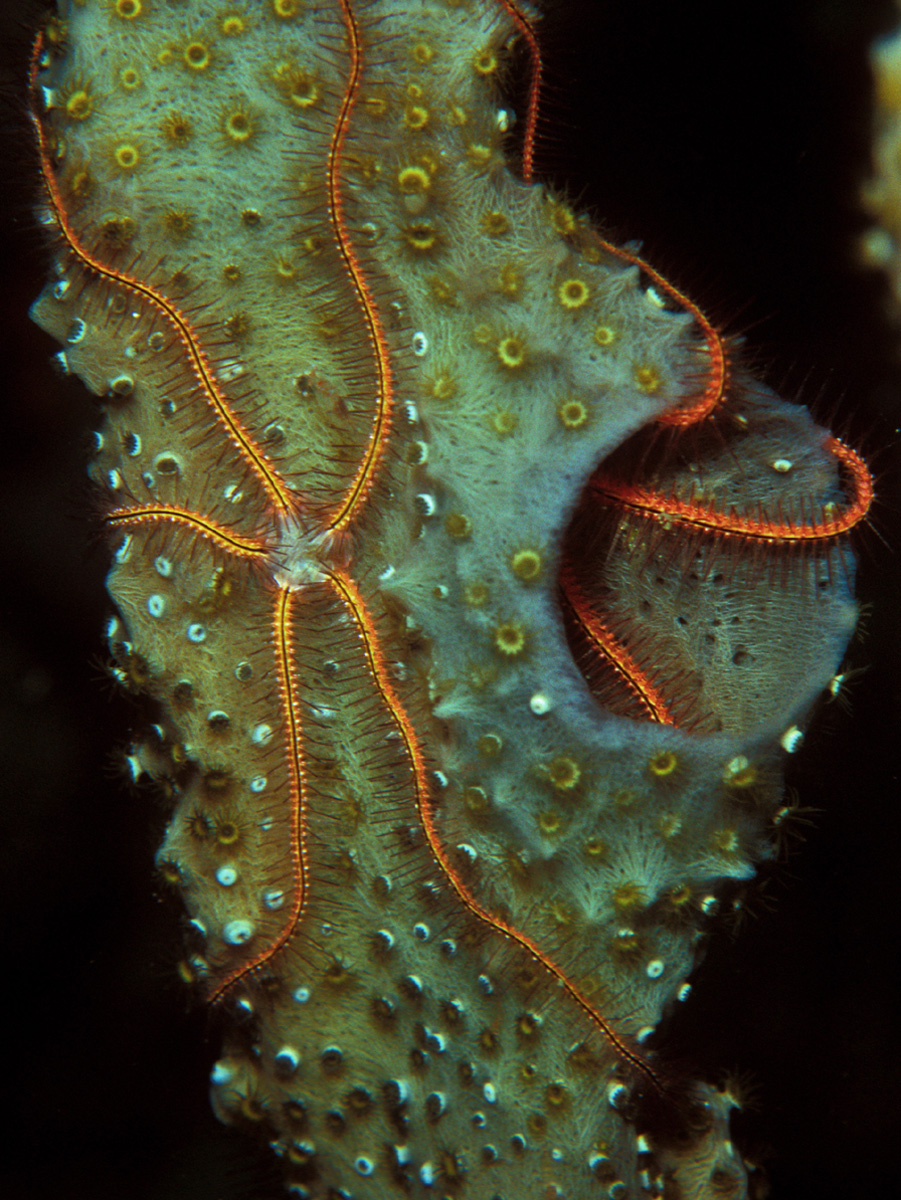
Ophiothrix suensonii (Ophiotrichidae)
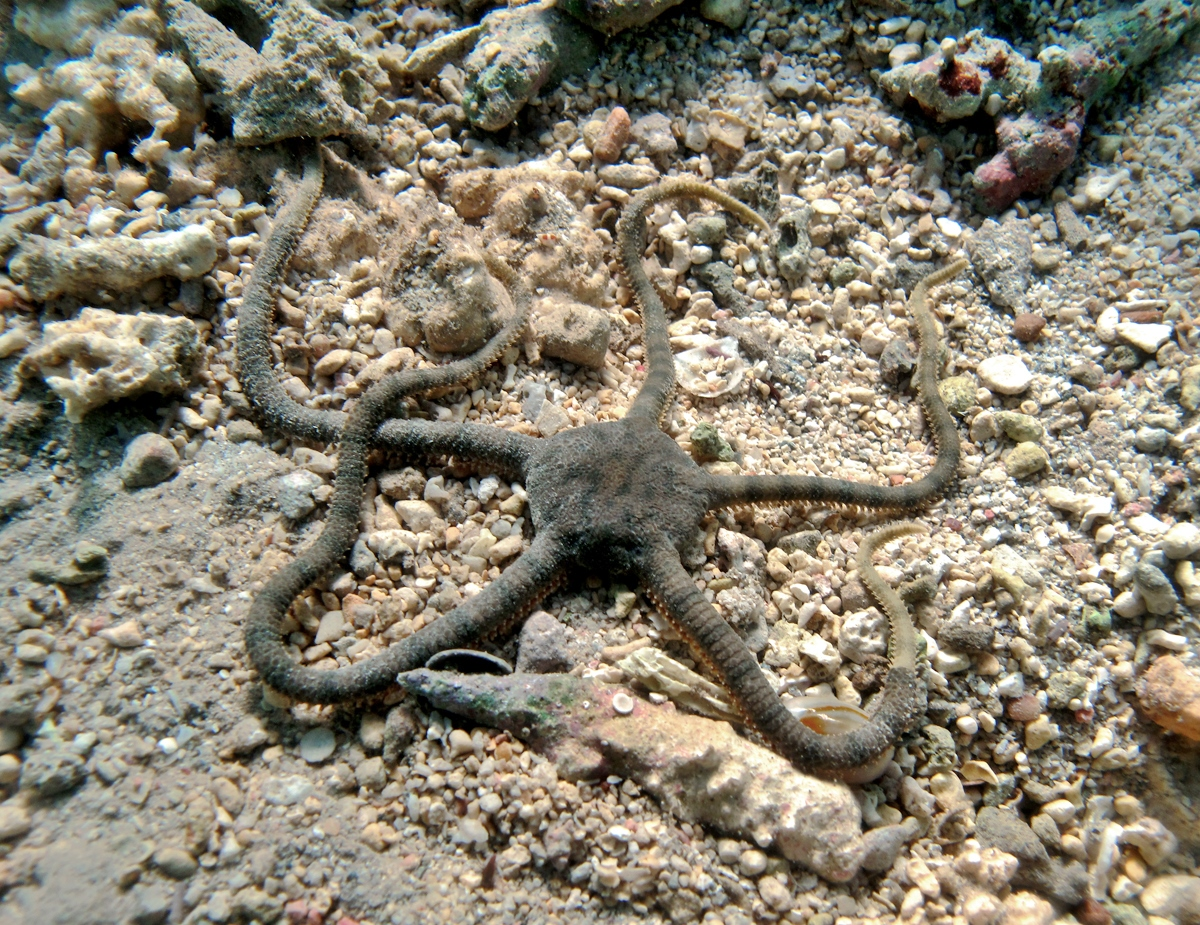
Ophioplocus imbricatus (Hemieuryalidae)
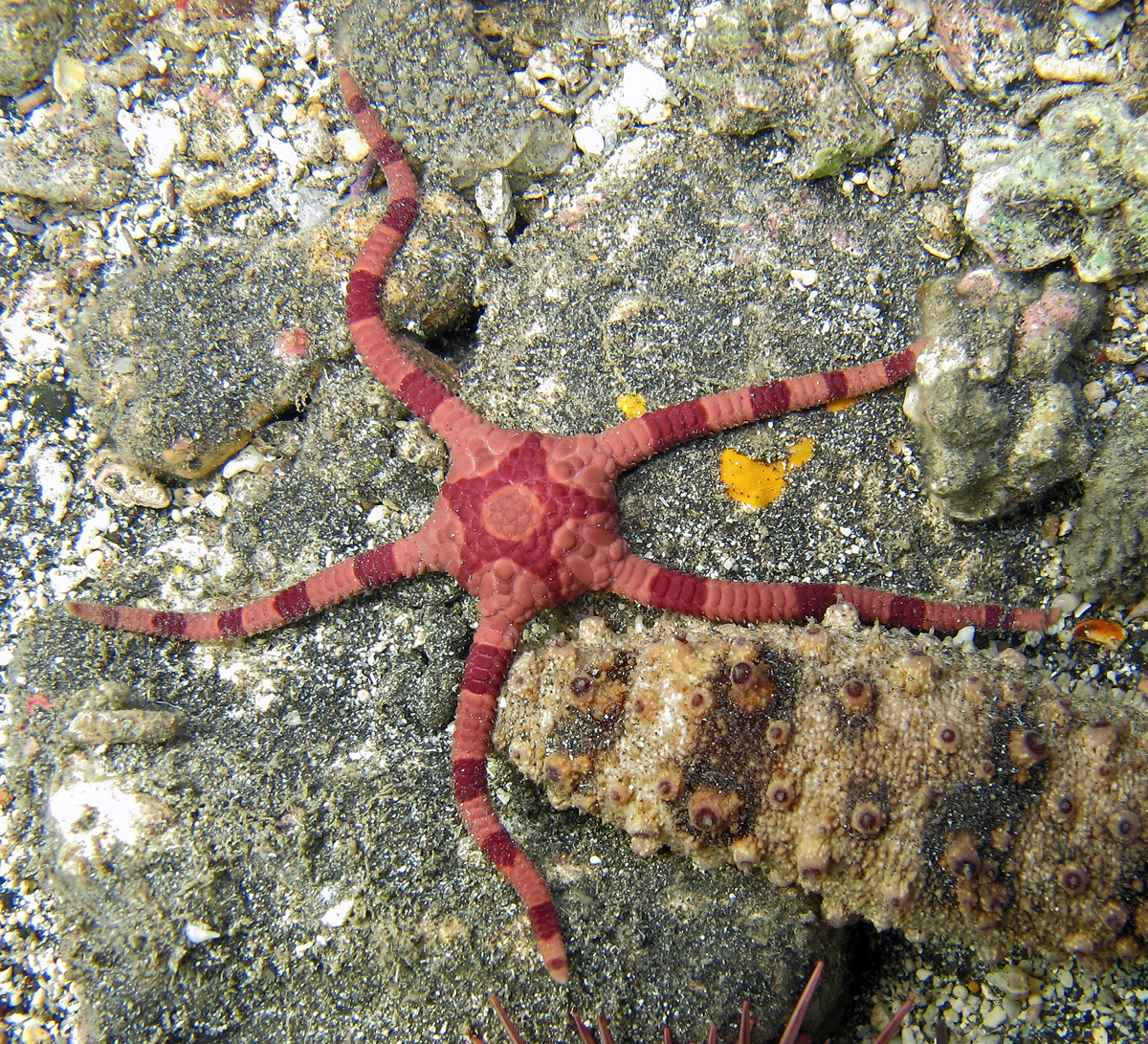
Ophiolepis superba (Ophiolepididae)
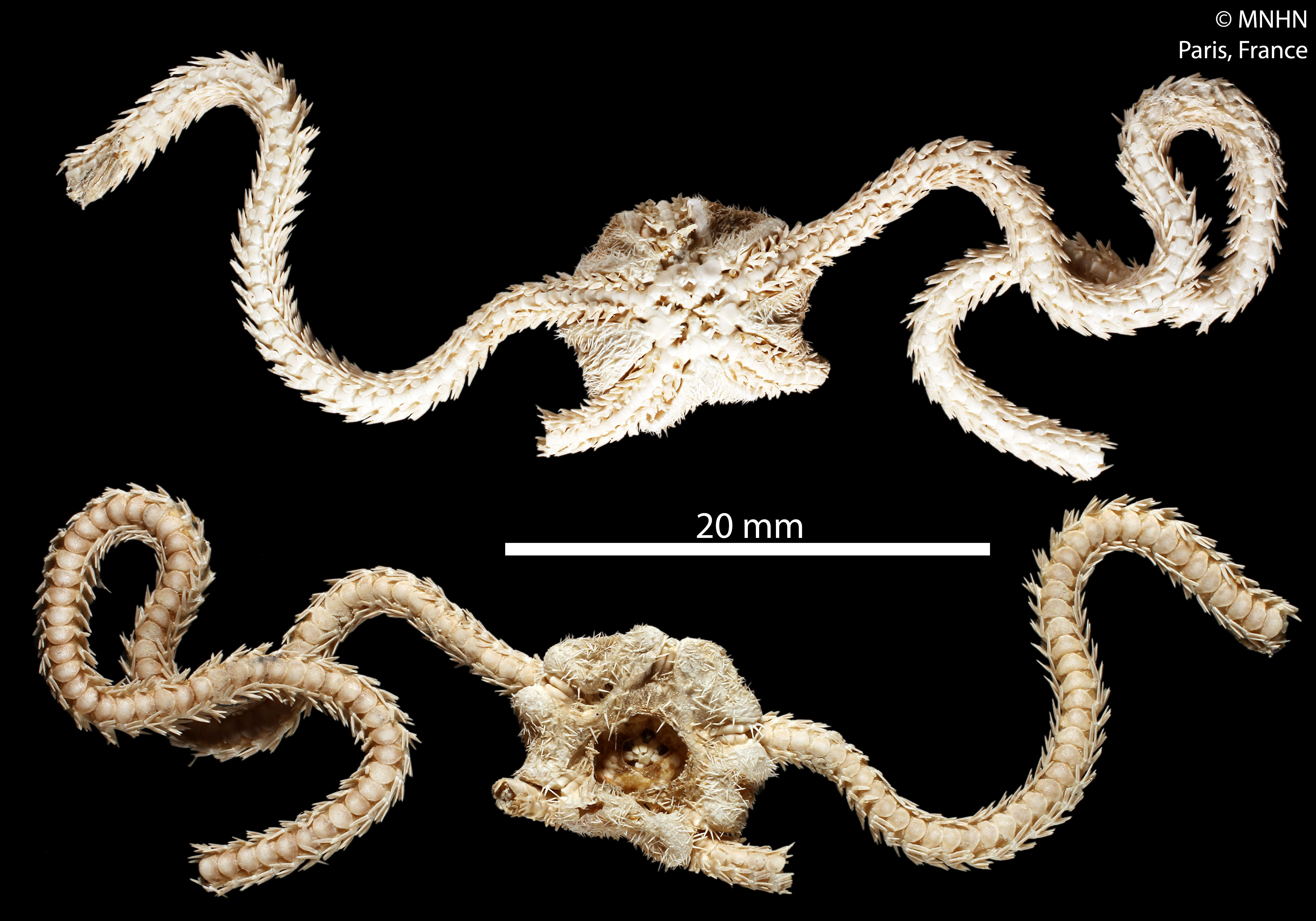
Amphilimna multispina (Amphilimnidae)
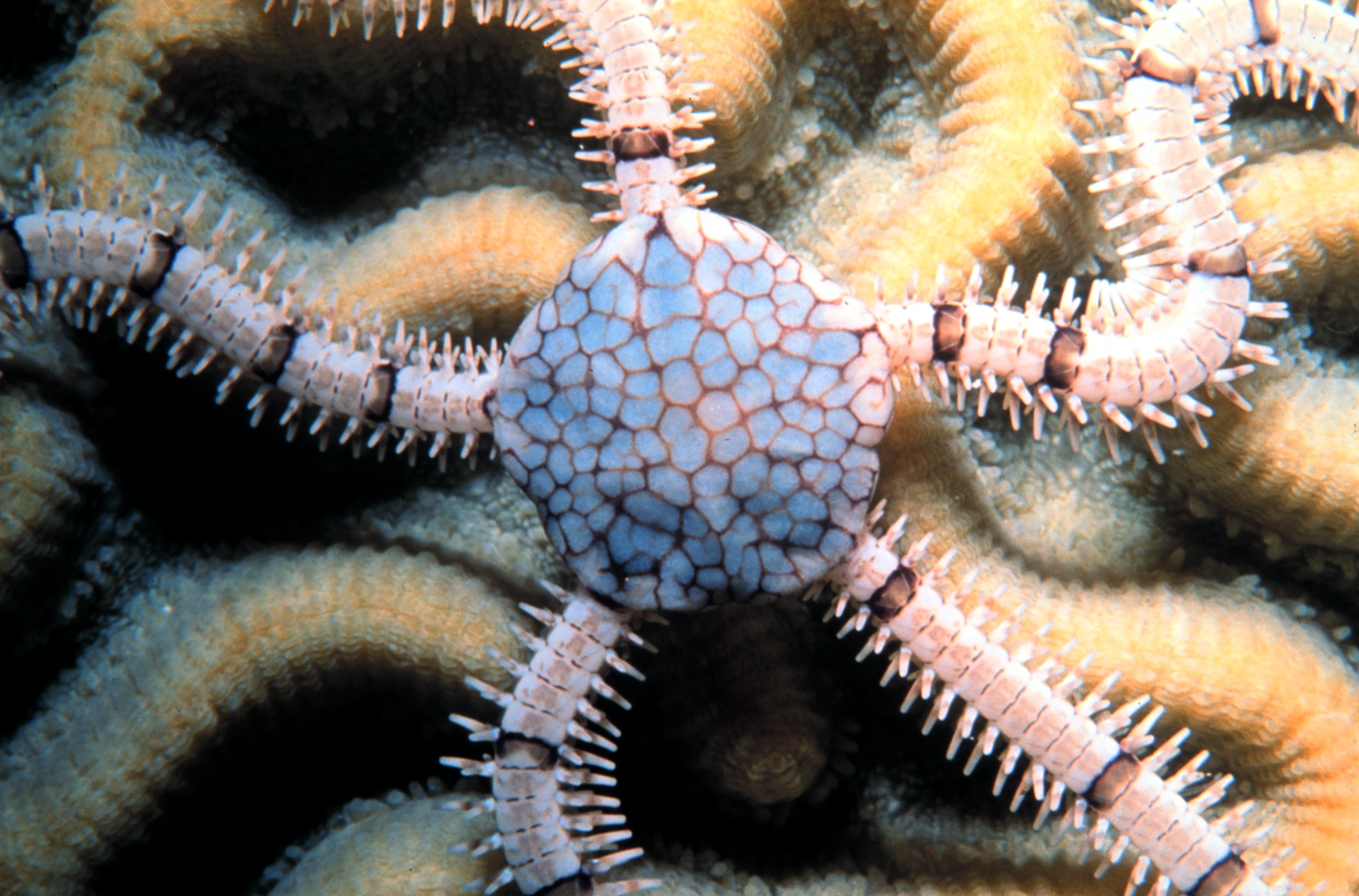
Ophionereis reticulata (Ophionereididae)
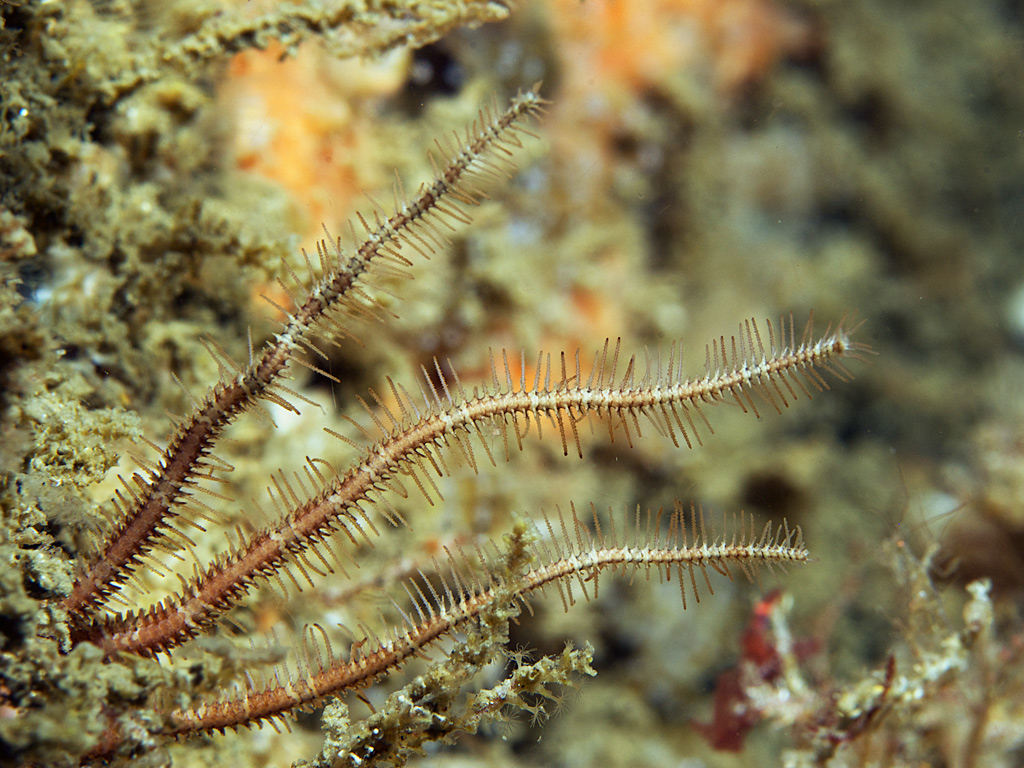
Ophiopsila aranea (Ophiopsilidae)